# استرئو
استرئو (به هلندی: Stroe) یک منطقهٔ مسکونی در هلند است که در بارنه‌فلد واقع شده‌است. استرئو ۱٬۵۰۰ نفر جمعیت دارد.